# تک‌آرت مگنوم
تک‌آرت مگنوم (TechArt Magnum) خودرویی است که از سال ۲۰۰۷ تا کنون تولید شده‌است. طراحی آن موتور جلو و خودرو چهار چرخ محرک بوده وزن آن در حالت طبیعی ۵٬۲۴۵ پوند (۲٬۳۷۹ کیلوگرم) است. سیستم جعبه‌دندهٔ آن ۶ دنده به صورت خودکار است.